# Liste der Monuments historiques in Châtillon-sur-Broué
Die Liste der Monuments historiques in Châtillon-sur-Broué führt die Monuments historiques in der französischen Gemeinde Châtillon-sur-Broué auf.

## Liste der Immobilien
| Bezeichnung       | Beschreibung                         | Standort                 | Kennzeichnung | Schutzstatus | Datum | Bild           |
| ----------------- | ------------------------------------ | ------------------------ | ------------- | ------------ | ----- | -------------- |
| Kirche Notre-Dame | Fachwerkbau, 16. und 17. Jahrhundert | Place de l’Église (Lage) | PA00078661    | Inscrit      | 1977  | weitere Bilder |

## Liste der Objekte
| Bezeichnung               | Beschreibung                                                                            | Standort                        | Kennzeichnung | Schutzstatus | Datum | Bild |
| ------------------------- | --------------------------------------------------------------------------------------- | ------------------------------- | ------------- | ------------ | ----- | ---- |
| Skulptur Madonna mit Kind | Stein, farbig gefasst, 16. Jahrhundert; Verbleib unbekannt, wahrscheinlich zerstört     | in der Kirche Notre-Dame (Lage) | PM51000271    | Classé       | 1911  |      |
| Lesepult                  | Holz, 18. Jahrhundert                                                                   | in der Kirche Notre-Dame (Lage) | PM51002590    | Inscrit      | 1977  |      |
| Vier Kirchenfenster       | aus dem 16. Jahrhundert; durch einen Sturm zerstört, Verbleib der Bruchstücke unbekannt | in der Kirche Notre-Dame (Lage) | PM51000272    | Classé       | 1911  |      |
| Hauptaltar                | Altartisch, Tabernakel und Skulpturen; Holz, 18. Jahrhundert                            | in der Kirche Notre-Dame (Lage) | PM51002591    | Inscrit      | 1977  |      |